# Dottrina sociale della Chiesa cattolica
La dottrina sociale della Chiesa Cattolica è l'insieme di principi, teorie, insegnamenti e direttive emanate dalla Chiesa cattolica in relazione ai problemi di natura sociale ed economica del mondo contemporaneo.

## Storia
L'espressione Dottrina Sociale della Chiesa (DSC) fu coniata nel 1941 da Papa Pio XII, ed è stata poi sistematicamente utilizzata, salvo una breve parentesi, dai pontefici successivi. Leone XIII preferiva parlare di filosofia cristiana e Pio XI di dottrina sociale ed economica.
La dottrina sociale spesso viene ricollegata nella sua genesi all'enciclica Rerum Novarum (1891) di papa Leone XIII. Se è vero che il grande nucleo della dottrina sociale è composto da famose encicliche e dai discorsi sociali dei pontefici quali Quadragesimo Anno (1931) di papa Pio XI, Mater et Magistra (1961) di papa Giovanni XXIII, Populorum progressio (1967) di papa Paolo VI, Centesimus annus (1991) di papa Giovanni Paolo II, Caritas in veritate (2009) di papa Benedetto XVI e alcuni discorsi di papa Pio XII. Essa comunque è insita nello stesso messaggio cristiano ("sia fatta la tua volontà come in cielo così in terra") e trova compiuta e completa enunciazione nella terza parte del Catechismo della Chiesa cattolica.
Questi documenti pontifici sono il frutto non solo del Magistero della Chiesa, ma anche del dibattito e degli studi di sacerdoti e laici cattolici.
Il Magistero sociale della Chiesa non è cosa recente, ma è stata una preoccupazione costante fin dall'epoca dei Padri della Chiesa e poi del Medioevo, si pensi per esempio alla proibizione dell'usura, alla creazione dei Monti frumentari e di pietà, ed al pauperismo, o anche alla dottrina agostiniana del De civitate Dei e a parte del pensiero di San Tommaso d'Aquino, in particolare per la nozione di bene comune e alcuni casi ben definiti di legittimità etico-cristiana e giuridica del tirannicidio.
Inoltre il Magistero sociale non prende in considerazione tanto e solo i problemi economici, ma più in generale i problemi della società nel suo complesso considerata, di cui quelli economici sono soltanto una parte. Sono documenti sociali, in quanto riguardanti la società, anche encicliche come la Immortale Dei di Leone XIII o la Spe salvi di Benedetto XVI.
I punti principali della dottrina sociale cristiana riguardano:
- l'Uomo, perché egli è creatura di Dio, dotata di dignità spirituale e soprannaturale, centro dell'ordine economico, sociale, politico, insieme alla sua famiglia. Perciò l'uomo ha diritto alla vita religiosa, al lavoro, alla famiglia, all'uso dei beni materiali, alla proprietà, al giusto salario, alla libertà, alla partecipazione alla vita dello Stato, all'istruzione, alla collaborazione nella produzione della ricchezza.
- il lavoro, che va visto, come richiama Giovanni Paolo II, "nel quadro più ampio di un disegno divino" utile ai "singoli alla realizzazione dello scopo fondamentale della loro vita", mentre "l'impegno dell'occupazione di tutte le forze disponibili è un dovere centrale dell'azione degli uomini di governo, politici, dirigenti sindacali ed imprenditori" e "le autorità responsabili" sono preposte "perché mettano mano ai provvedimenti necessari a garantire ai lavoratori la giusta retribuzione e la stabilità"
- lo Stato, perché esso deve essere una società organizzata, dove è garantita la convivenza civile, le giuste libertà individuali e sociali e la giustizia, nel perseguimento del bene comune, dell'intera comunità e non di un gruppo a detrimento delle legittime esigenze degli altri, e rispettando la libertà religiosa di tutti i culti ed i diritti della Chiesa Cattolica

Di queste esigenze sociali cristiane si sono fatti portatori in tutto il mondo numerosi cattolici, fra i quali San Giovanni Bosco, San Giuseppe Benedetto Cottolengo, Federico Ozanam, Léon Harmel ed altri.
Nella prima grande enciclica sociale, la Rerum Novarum, trattando del salario si afferma che il principio ispiratore di tutta la questione sociale è l'inalienabile dignità della persona umana. L'uomo deve essere riconosciuto tale anche quando è retribuito. Deve avere, quindi, una quantità di salario che gli permetta il giusto sostentamento per sé e per la sua famiglia.
Dopo quarant'anni nell'enciclica Quadragesimo Anno, papa Pio XI precisò: «la libera concorrenza cioè si è da se stessa distrutta; alla libertà del mercato è sottentrata la egemonia economica; alla bramosia del lucro è seguita la sfrenata cupidigia del predominio; e tutta l'economia è così divenuta orribilmente dura, inesorabile, crudele». Di qui la necessità che lo Stato intervenga in misura maggiore che non ai tempi di papa Leone XIII, pur nel rispetto del principio della necessità dell'iniziativa privata.
Papa Pio XII aggiunse a questi concetti alcuni elementi nuovi. Nello sconvolgimento del secondo conflitto mondiale la difesa della persona umana aveva mostrato parecchi lati deboli, dimostrandosi profondamente incerta. Allora il Papa, parlando del salario, riflette su questo senso di insicurezza nella quale si trova la persona e chiede che nel salario sia compresa anche la sicurezza. Il salario, cioè, deve permettere l'acquisto di determinati beni che concretizzano la sicurezza: deve, cioè, essere un salario di proprietà. Secondo Pio XII la proprietà privata in rapporto alla famiglia ne è come lo spazio vitale e garanzia di libertà.
L'enciclica Mater et Magistra di papa Giovanni XXIII ha esteso l'insegnamento della Chiesa ai problemi nuovi del mondo moderno.

## Concezione cattolica dello Stato
Per la Dottrina sociale della Chiesa cattolica, sono lasciati ai cittadini la responsabilità ed il compito di determinare, a seconda delle mutevoli esigenze, l'organizzazione politica, tecnica ed istituzionale dello Stato. Questo deve rispondere, sempre e comunque, ad alcuni requisiti:
1. Favorire la convivenza civile
2. Garantire la giustizia
3. Perseguire il bene comune, dell'intera comunità e non di un gruppo a detrimento delle legittime esigenze degli altri
4. Garantire ed assicurare le giuste libertà individuali e sociali
5. Rispettare la libertà religiosa ed i diritti della Chiesa.

## Encicliche sociali ed altri documenti
- 15 maggio 1891: Leone XIII, Rerum Novarum (respinge la parte del socialismo riguardante la lotta di classe certamente non cristiana; sostiene giuste rivendicazioni proletarie; proprietà privata per la libertà della persona e della famiglia, con piccola dimensione sociale; sussidiarietà dell'intervento statale; diritto all'associazione sindacale; salario che assicuri giusto sostentamento)
- 15 maggio 1931: Pio XI, Quadragesimo Anno (respinge il comunismo come prassi e dottrina contraria alla visione cristiana; non condanna il socialismo democratico come economia di programmazione sfumata; proprietà privata con maggiore dimensione sociale e sussidarietà statale; è molto apprezzato ed al tempo stesso criticato il corporativismo fascista; si propugna un salario familiare)
- 19 marzo 1937: Pio XI, Divini Redemptoris (errori del comunismo ateo: nega Dio, l'anima immortale, la vita futura; inoltre: odio, lotta di classe, diritto di proprietà e famiglia a discrezione dello Stato)
- 1º giugno 1941: Pio XII, Discorso di Pentecoste (tutti gli uomini devono poter usare i beni della terra)
- 21 marzo 1947: Pio XII, Fulgens Radiatur, lettera enciclica in occasione della ricorrenza del XIV secolo del transito di S. Benedetto da Norcia (preghiera e lavoro come fondamento di una vita civile)
- 15 maggio 1961: Giovanni XXIII, Mater et Magistra (si sviluppa l'assicurazione sociale; la proprietà privata è in funzione sociale; la socializzazione deve rispettare le responsabilità dei singoli e dei corpi intermedi per il vero bene comune)
- 11 aprile 1963: Giovanni XXIII, Pacem in Terris (diritti dell'uomo e della donna; proprietà privata con intrinseca funzione sociale; sussidarietà dei pubblici poteri; collaborazione politica)
- 7 dicembre 1965: Paolo VI, costituzione pastorale Gaudium et Spes, approvata dal Concilio Vaticano II
- 26 marzo 1967: Paolo VI, Populorum progressio (crescono squilibri e messianismi; proprietà privata non diritto assoluto; sussidarietà della pianificazione; tentazione materialista-atea)
- 14 maggio 1971: Paolo VI, Octogesima adveniens, lettera apostolica (distingue diversi socialismi; aspirazione a società economicamente più giusta; azione politica rivoluzionaria discutibile; ideologia materialistica inammissibile)
- 27 gennaio-13 febbraio 1979: Giovanni Paolo II, Conferenza di Puebla (la Chiesa evangelizza; la Chiesa al servizio dell'uomo, di ogni uomo)
- 1º-12 luglio 1980: Giovanni Paolo II, Viaggio in Brasile (collaborazione fraterna; spirito delle beatitudini evangeliche; per togliere le ingiustizie si necessita l'impegno dei cristiani)
- 19 marzo 1981: Giovanni Paolo II, Discorso a Terni (lotta per la giustizia, non lotta contro l'uomo)
- 14 settembre 1981: Giovanni Paolo II, Laborem Exercens (sul significato del lavoro umano)
- 1987: Giovanni Paolo II, Sollicitudo Rei Socialis, nel ventesimo anniversario della Populorum Progressio
- 1991: Giovanni Paolo II, Centesimus Annus, nel centenario della Rerum Novarum
- 2009: Benedetto XVI, Caritas in veritate
- 2015: Francesco, Laudato si' (sulla cura della casa comune)
- 3 ottobre 2020: Francesco, Fratelli tutti (sulla fraternità e l'amicizia sociale)